# Peter-Michael Kolbe
Peter-Michael Kolbe (ur. 2 sierpnia 1953 w Hamburgu, zm. 8 grudnia 2023 w Lubece) – niemiecki wioślarz reprezentujący RFN, trzykrotny medalista olimpijski i wielokrotny medalista mistrzostw świata.

## Kariera sportowa
Wystąpił na igrzyskach olimpijskich w Montrealu w 1976, zajmując drugie miejsce w jedynkach. W finale o 2,64 sekundy przegrał z Perttim Karppinenem z Finlandii, a o 6,36 sekundy wyprzedził Joachima Dreifke z NRD. Nie wziął udziału w XXII Letnich Igrzyskach Olimpijskich w Moskwie z powodu bojkotu ogłoszonego po inwazji Związku Radzieckiego na Afganistan. Wystartował za to na igrzyskach olimpijskich w Los Angeles w 1984, gdzie ponownie był drugi za Karppinenem w jedynkach. Stracił do Fina 1,95 sekundy, a trzecie miejsce zajął Kanadyjczyk Robert Mills, który stracił do Niemca 8,19 sekundy. Brał też udział w igrzyskach olimpijskich w Seulu w 1988, zdobywając trzeci z kolei srebrny medal. Tym razem o 4,91 sekundy zwyciężył Thomas Lange z NRD, a brązowy medal zdobył Eric Verdonk z Nowej Zelandii, tracąc do Kolbego 3,89 sekundy.
W jedynkach zdobywał również złote medale na mistrzostwach świata w Nottingham (1975), mistrzostwach świata w Cambridge (1978), mistrzostwach świata w Monachium (1981), mistrzostwach świata w Duisburg (1983) i mistrzostwach świata w Nottingham (1986), srebrne na mistrzostwach świata w Bledzie (1979) i mistrzostwach świata w Kopenhadze (1987) oraz brązowy na mistrzostwach świata w Hazewinkel (1985). Ponadto zdobył brązowy medal w czwórkach ze sternikiem na mistrzostwach świata w Lucernie (1974). 
Wywalczył również złoty medal w jedynkach podczas mistrzostw Europy w Moskwie (1973).
W 1975 został sportowcem roku RFN, a w 1981 został odznaczony Srebrnym Liściem Laurowym, najwyższym sportowym odznaczeniem państwowym.
W 1982 przeniósł się do Norwegii, z której pochodziła jego pierwsza żona, Aina Moberg. Po rozwodzie wrócił do zjednoczonych już Niemiec i został dyrektorem sportowym Niemieckiego Związku Wioślarskiego. W 2011 poślubił drugą żonę, Karin Kaschke.